# Sasso Marconi
Sasso Marconi is een gemeente in de Italiaanse metropolitane stad Bologna (regio Emilia-Romagna) en telt 14.273 inwoners (31-12-2004). De oppervlakte bedraagt 96,5 km², de bevolkingsdichtheid is 144 inwoners per km².
De volgende frazioni maken deel uit van de gemeente: Badolo-Battedizzo, Borgonuovo-Pontecchio, Pontecchio Marconi, Fontana, Capoluogo, Tignano-Roma, Rasiglio-Scopeto, Iano, Lagune, Cinque Cerri.

## Demografie
Sasso Marconi telt ongeveer 6036 huishoudens. Het aantal inwoners steeg in de periode 1991-2001 met 3,7% volgens cijfers uit de tienjaarlijkse volkstellingen van ISTAT.
| Jaar | Inwoneraantal |
| ---- | ------------- |
| 1991 | 13.295        |
| 2001 | 13.793        |

## Geografie
De gemeente ligt op ongeveer 128 meter boven zeeniveau.
Sasso Marconi grenst aan de volgende gemeenten: Bologna, Casalecchio di Reno, Marzabotto, Monte San Pietro, Monzuno, Pianoro, Zola Predosa.